# 1357 هـ
1357 هـ هي سنة في التقويم الهجري امتدت مقابلةً في التقويم الميلادي بين سنتي 1938 و1939.

## مواليد
- ابن عقيل الظاهري
- بنت الهدى
- زيد بن محمد المدخلي
- عبد الرحمن العجلان
- إبراهيم بن حسن الشعبي
- أرول كونكور
- ابن عقيل الظاهري
- السيد الصاوي السيد الثلث
- حامد عمر
- جبر بن صالح الدوسري
- خيسوس ماريا بيريدا
- زين بن سميط
- سالم قدارة
- شاكر مطلق
- عبد الرحمن حجازي
- عبد العزيز بن سليمان بن ثنيان
- عبد المجيد راجخان
- علي خشان
- قاصدي مرباح
- قاضي حسين أحمد
- محمد الحسن بن الخديم
- محمد عيد العباسي
- موفق بني المرجة
- يوسف إبراهيم السلوم
- يوسف نوفل

## وفيات
- أحمد الإسكندري
- خالد بن محمد بن عبد الرحمن آل سعود
- كارلو نلينو
- لفانك
- محمد المنيس
- محمد عبد المعطي الهمشري
- محمد لبيب البتنوني
- مصطفى كمال أتاتورك